# Суперкрошки
«Суперкрошки» (англ. The Powerpuff Girls, в одном из дубляжей «Крутые девчонки») — американский мультсериал, созданный аниматором Крейгом Маккракеном для телеканала Cartoon Network. Премьера состоялась 18 ноября 1998 года. В основе сюжетной линии мультсериала — три девочки детсадовского возраста Цветик, Пузырёк и Пестик, обладающие суперспособностями, которые они используют для борьбы с преступностью в городе Таунсвилль.
Крейг Маккракен первоначально разработал сериал в 1992 году в виде короткометражного мультфильма под названием Whoopass Stew!. После смены названия, Cartoon Network представил первый пилотный сериал «Суперкрошки» в своей анимационной программе-антологии What a Cartoon! в 1995 и 1996 годах. Сериал официально дебютировал как мультипликационный мультфильм 18 ноября 1998 года до 25 марта 2005 года. Исключая две пилотные серии, сериал длился 6 сезонов и всего вышло 78 серий. Наряду с сериями одновременно были сделаны специальный рождественский и художественный фильм. После того, как показ сериала прекратился, были сделаны спецвыпуск в честь десятилетия шоу (2008), и спецвыпуск (2014) в формате CGI, который был сделан без участия Маккракена.
Различные побочные медиа включают аниме, три саундтрека на CD, коллекцию домашнего видео, комиксы, серию видеоигр и перезапуск 2016 года, а также различные лицензированные товары. Сериал был номинирован на шесть премий «Эмми», девять наград «Энни» и премию «Выбор детей» во время своего запуска. Всего сериал получил четыре награды и в целом получил положительный прием.

## Сюжет
Город Таунсвилль (начало рассказа Рассказчика) — уютный и красивый мегаполис, в котором живут добрые таунсвилльские жители, а также три главные героини-суперкрошки: Цветик, Пузырёк и Пестик. Они защищают Таунсвилль от разных монстров или злодеев, пришельцев или сумасшедших учёных. Суперкрошки живут вместе со своим учёным и отцом — Профессором Утониумом. Обычно, чтобы спасти Таунсвилль, Суперкрошек вызывает Мэр «Таунсвилля» по телефону. Когда день снова спасен, в финальной концовке в виде сердец Рассказчик заявляет, что «День снова спасен благодаря Суперкрошкам!».
Сюжет в основном делает небольшую предпосылку на фильмы про супергероев против злодеев из серии в серию. Особенно это заметно в серии, где Суперкрошки встречаются с двумя старыми супергероями — Капитаном справедливости и Лесли.

## Персонажи

### Главные персонажи
- Цветик (англ. Blossom — «цветок») (озвучена Кэти Кавадини[англ.]) — лидер Суперкрошек, ведёт себя как самая взрослая из трёх (хотя все Суперкрошки в точности одного возраста), заметно умнее, чем её подруги. Любимый цвет-розовый, волосы-рыжие, длинный хвост с красным бантом. Предпочитает прежде чем действовать, планировать все свои действия, а уже потом приводить их в исполнение. Когда Пузырёк и Пестик спорят или начинают драться, разнимает их, хотя сама тоже может начать спорить. Хотя Цветик самая умная из трёх Суперкрошек и часто в конце некоторых серий делает моральный вывод на Таунсвилль, без недостатков и способна (но очень редко) на какой-нибудь поступок (например — украсть набор клюшек для гольфа «ПроЭкселенс 2000» в серии «Проделки Цветика»). Особенности её личности — Ум и Смелость.
- Пузырёк (англ. Bubbles — «пузырики») (озвучена Тарой Стронг) — самая милая и щедрая из трёх Суперкрошек. Также она самая хорошая и чувствительная. Из-за ее милоты и невинного взгляда может подвергаться насмешкам и издевкам, из-за чего довольно часто плачет. Её личный ингредиент это сахар. Её костюм голубого цвета, а волосы — два коротких, светлых хвостика. Любит рисовать и раскрашивать, в одной из серий первого сезона (серия «Побудь мимом») пыталась спасти Таунсвилль, из которого исчезли все цвета, раскрашивая всё подряд карандашами. Как и все Суперкрошки, имеет уникальную суперспособность — знать много языков, в том числе испанский и японский, также умеет разговаривать с животными и понимать что они говорят. Особенность её личности — это доброта и радость.
- Пестик (англ. Buttercup — «лютик») (озвучена Элизабет Дэйли) — самая активная, смелая, подвижная и драчливая из Суперкрошек. Она настоящая девчонка-сорванец. Её личный ингредиент-специи, цвет-зелёный, и чёрные волосы. Чаще всего первой атакует врагов. Не любит ничего планировать и все свои действия продумывает на ходу, из-за чего она и Цветик иногда спорят, так как Цветик ведёт себя с точностью до наоборот. Её уникальная суперспособность — сворачивать язык в трубочку (серия «Ничего особенного»), ни Пузырёк, ни Цветик, ни кто-либо другой в Таунсвилле так делать не умеет. Так же, она обладает скверным характером, не любит мыться (серия Down n' Dirty («Да здравствует грязь»), часто думает «кулаками» и ведёт себя как забияка. Склонна к плохим поступкам, в серии «Moral Decay» («Падение нравов») становится жадной. В обмен на зубы, выбитые у преступников, получает по доллару за каждый. В финале, и все криминальные элементы Таунсвилля оставшись без зубов мстят своей обидчице лишая и её зубов. Особенности ее личности - Жёсткость и Сила.
- Профессор Утониум (англ. Professor Utonium) — один из главных персонажей сериала Суперкрошки. Учёный и создатель Суперкрошек. Преподаёт классы квантовой физики и микроядерного синтеза в исследовательском центре Таунсвилля.

### Второстепенные персонажи
- Мэр (англ. Mayor) — глупый и пугливый мэр Таунсвилля, при малейшей опасности паникует и громко восклицает: «Что делать?». В его офисе установлен телефон горячей линии, по которой он вызывает Суперкрошек в экстренных ситуациях. Часто ест солёные огурцы и вызывает девочек для того, чтобы они помогли ему открыть очередную банку. В большинстве серий ведёт себя, как большой ребёнок. Неизвестно каким образом такой недалекий и глупый человек занял такое ответственное место, однако жители не протестуют против такого политика.
- Мисс Сара Беллум (англ. Ms. Sara Bellum) — рыжеволосая секретарша мэра, лицо которой почти никогда не появляется на экране. Делает за мэра то, что сам он сделать не может, то есть практически всё.
- Рассказчик (англ. Narrator) — как следует из имени, рассказывает о происходящих событиях. Начинает практически все серии словами «Город Таунсвилль!» («The city of Townsville!»), кроме некоторых серий, где те же самые слова произносят другие персонажи, и заканчивает серии словами «Итак, день снова спасён, благодаря Суперкрошкам!» (или другим персонажем, или даже неодушевлённым предметом или животным). В отличие от большинства мультфильмов, где рассказчик просто бестелесный голос, здесь он выступает именно как ещё один персонаж, хотя никогда ни при каких обстоятельствах не появляется на экране. В одной из серий Моджо Джоджо похищает Рассказчика, в другой превращает его в собаку.
- Мисс Кин (англ. Ms. Keane) — учительница в школе, где учатся Суперкрошки. Пользуется уважением всех учеников школы. Справедливая, спокойная и расчётливая учительница часто даёт мудрые советы и помогает в адекватном решении конфликтов, которые часто возникают между детьми. Никогда не опаздывает на занятия и всегда много работает на благо школы и детей.

### Злодеи
- Моджо Джоджо (англ. Mojo Jojo) — один из главных злодеев. Моджо Джоджо — шимпанзе с большим мозгом, торчащим прямо из головы, который он прячет под особым головным убором. Обладает высоким интеллектом, но использует его чтобы придумывать новые планы по захвату мира (по мнению Моджо Джоджо, захват мира стоит начинать с Таунсвилля). История этого злодея самая проработанная и самая тесно связанная с историей самих девочек. До создания трио Суперкрошек профессором, Джоджо (Jojo) ещё был обычной обезьянкой в лаборатории Утония, а по словам самого злодея «перспективным помощником». Правда, на деле он был шалящим и всеразрушающим существом, выходки которого стали ключевым звеном в процессе создания трио девочек. Джоджо шаля и разбивая, разрушая и разламывая все вокруг, пока его хозяин смешивал составные в большом резервуаре, толкнул профессора и тот ручкой лопаты разбил висящий над резервуаром с ингредиентами контейнер вещества Икс. Вещество излилось, поглотив ингредиенты, стало достигать критической массы. Профессор увидев, что вот-вот произойдет ужасное — отбежал в сторону, а любопытный Джоджо подошел к бурлящему резервуару и стал его разглядывать с большим любопытством. Последовал взрыв, в результате которого родились Суперкрошки, а профессорский ассистент получив серьёзное ранение головы отлетел в сторону. Однако, это ранение не стало для него фатальным, а даже наоборот — наделило его сверхсильным интеллектом. Некоторое время спустя, Джоджо стал читать всю научную литературу в доме профессора, в то время, как сам профессор проводил время со своими новорождёнными девочками изучая их способности и просто веселясь с ними. Джоджо пытался помогать профессору в его работе и демонстрировать свои знания и умения, но не был замечен. Более того, с ним активно конкурировали сами девочки, выхватывая у него пробирки и прочие вещи, который тот торопился подать своему хозяину. Джоджо не мог ничего противопоставить их суперскорости и сверхвозможностям. Он почувствовал себя нелюбимым, от него отвернулся его хозяин. И в один день терпение Джоджо лопнуло — именно тогда он поклялся посвятить свою жизнь уничтожению Суперкрошек и мира, который их любит, и тогда же он стал называть себя Моджо Джоджо (Mojo Jojo). Моджо предпочитает использовать технологическое оружие на новых физических принципах, его любимым является лазерное оружие, боевая робототехника и различные типы стандартных технологических средств с усиленными разрушительными возможностями. Однажды вместе с Лампкином и с НИМ спас Таунсвилль (Однако они главные отрицательные персонажи сериала). Моджо живёт в огромной обсерватории на вершине таунсвильского вулкана, расположенного в центре городского парка (который своей прямоугольной формой напоминает нью-йоркский Центральный парк). Озвучивает персонажа Моджо Джоджо — Роджер Л. Джексон, получивший большую популярность после своей работы в сериале Powerpuff Girls за выработанный уникальный голос, стиль речи и манеры ведения разговора.
- ОН (англ. HIM) — один из главных злодеев в сериале. Его истинное имя все боятся произнести вслух, так как оно нагоняет неописуемый страх и ужас на произносящего, поэтому зовут его просто «HIM» или же «ОН». HIM имеет истинно дьявольский вид и стройную элегантную фигуру — на поддержание которой тратит времени не меньше, чем на свои злые деяния, носит изящные меховые воротники и чёрную пару красивых высоких сапог, обладает дьявольским «плывущим» и злобным голосом. Также, Его отличительная черта — клешни вместо пальцев. Из сверхвозможностей Он использует силу чистого зла, которая по природе напоминает магию, причём больше ментального направления. В одной серии («Tough Love») Ему удается превратить всю любовь жителей Таунсвилля к Суперкрошкам в ненависть. Кроме того, Ему даже удается нагнать страх на самих девочек в серии Power-noia. HIM имеет возможность воскрешать. Он поднял из небытия уничтоженное творение Моджо — трио Rowdyruff Boys в серии «The Boys are back in town» и подарил им устойчивость от «нежного влияния» Суперкрошек использовав свои навыки зла (Anti-Cootie Vaccination). ОН — по идее создателей главный из злодеев и все злодеи прямо или косвенно подчиняются ему. Эта особенность видна в одной из серий Суперкрошек (Telephonies), когда ОН звонит домой к шимпанзе Моджо, а тот вскакивает и чуть не отдает честь услышав голос чистого зла (Yes sir, it’s you…). Иногда HIM становится забавным и комическим героем. В одной из серий Он вынуждает выполнять Суперкрошек сложные задания, иначе «Professor will pay» (профессор заплатит), в конце узнается правда о том, что профессор просто зашёл в лавку злодея пообедать и решил сыграть с ним на бесплатный обед. Однажды вместе с Лампкином и с Моджо Джоджо спас Таунсвилль (Однако они главные злодеи сериала). HIM живёт в измерении, подобном аду или преисподне.
- Пушок Лампкин (англ. Fuzzy Lumpkins) — представитель злодейского семейства. Он не является человеком, его относят к какому-то виду зверей, но к какому именно — так и не стало известно. В одной из серий (Shotgun wedding) профессор Утоний попытался разгадать эту загадку, но его попытка потерпела поражение. Пушок покрыт мехом розовой окраски, отличительным в его внешности есть наличие двух антеннообразных усов на лбу. Пушок носит синие «фермерские» штаны на подтяжках с карманом на груди, широкую соломенную шляпку, курит старую трубку, а также играет на банджо (банджо — это некий друг Пушка, с которым он часто разговаривает называя его Джо). Музыкальный репертуар Пушка — это что-то напоминающее стиль Кантри. С виду безобидное и простое существо, а внутри жадный, злой, бессердечный и ненавистливый ко всем злодей. В серий «Странная логика» Пушок готов стрелять во всех из своего ружья, бить и крушить всех, кто осмеливается хотя бы приблизится к его дому и его собственности. Суперсилы Пушка Лампкина просты, но эффективны. Он очень силен, может крушить руками автомобили и небольшие железные конструкции, швырять крупные камни, использовать в качестве оружия фонарные столбы, стрелять из ружья и отлично драться кулаками. Особенно его силы увеличиваются, когда кто-то раздражает его, трогает его собственность или вторгается на его территорию. Однажды вместе с Моджо Джоджо и с НИМ спас Таунсвилль (Однако они главные злодеи сериала). Пушок Лампкин имеет много родственников, таких же как он по виду существ. Местом жительства Пушок избрал таунсвильский лес, где он построил хижину и которую всегда обороняет от возможных нарушителей.
- Принцесса Дай денег (англ. Princess Morbucks) — появляется на сцену в одном из эпизодов сериала (серий «Деньги решают все») как новая ученица детского сада «Pokey Oaks» в котором работает Мисс Кин и учатся Суперкрошки вместе с остальными детьми Таунсвилля. Внешне выглядит как маленькая девочка с рыжими волосами и золотой короной с драгоценными камнями на голове. Носит всегда только дорогие и модные платья. Само её появление необычное — она приезжает в детский сад на шикарном лимузине своего отца, получает от него пачку денег по её словам «на молоко». Таким образом, создаётся картина очень богатой и очень испорченной девочки, которая не желает контактировать с миром на равных. В первой серии упрашивает отца купить ей Таунсвиль и уговорив встаёт на место мэра, хотя вскоре жалеет об этом. Озвучена Дженнифер Хейл и Хейли Манчини.

- Банда Зеленых (англ. Gangreen Gang) — группа подростков-хулиганов с зелёной кожей, дурной репутацией и болезненным внешним видом (возможно, они страдают от гангрены — реально существующего, угрожающего жизни заболевания, однако, каким-то образом, все они остаются живыми и обитают на городской свалке Таунсвилля).Изначально они появились вместе с Амоэбными Парнями в Whoopass Stew как злодеи, с которыми Суперкрошки сражаются во вступительной сцене (вместо того чтобы показывать их бой с каждым из основных повторяющихся злодеев шоу). В конце серии Telephonies банду избивают Моджо Джоджо, ОН и Лампкин за то, что они разыгрывали девочек по телефону, в результате чего те стали жертвами нападений, хотя просто читали, принимали ванну или занимались спортом, и вовсе не собирались в тот день нападать на город. Именно они стали первыми злодеями, с которыми столкнулись Цветик, Пузырёк и Пестик. В конце концов, именно с ними девочки впервые сражаются как нанятые местные супергерои, поскольку банда терроризировала множество жителей города.

## Роли озвучивали
- Кэти Кавадини — Цветик
- Тара Стронг — Пузырёк
- Элизабет Дэйли — Пестик
- Том Кейн — Профессор Утониум
- Дженнифер Мартин — Мисс Сара Беллум
- Том Кенни — Мэр, Рассказчик
- Дженнифер Хейл — Мисс Кин
- Роджер Л. Джексон — Моджо Джоджо

## Создание
Идея о создании Суперкрошек появилась у Крейга Маккракена. Владелец американской студии WB Kids, возникла ещё в 1992 году, когда из проектов для детей на телевидении преобладали анимационные приключенческие сериалы, рассчитанные на основном для мальчиков «Дигимон» и «Покемон». Её воплощение было спряжено со множеством рисков, но Маккракен получил поддержку и одобрение своих партнёров, Лорен Фауст и Геннди Тартаковский. Несмотря на первоначальные опасения, он решил возродить эру мультфильмов для девочек, таких как: «Сейлор Мун», «Русалочка» и «Спасатели в Австралии», они имели большую популярность в 90х годах. Компания Warner Bros. Interactive Entertainment, принявшая участие в производстве сериала оплатила четверть его стоимости в обмен на эксклюзивные права на телевизионную трансляцию производства на территории США, а также долю от дохода из дополнительных источников сроком на 20 лет. За основу авторы взяли идею о противостоянии между супер-героями и злодеями, где первые защищают добро, честность, дружбу и альтруизм, а вторые сеют эгоизм, зло и высокомерие. При этом Суперкрошкам, в отличие от их традиционного образа, намерено дана супер-необычная внешность: Маккракен захотел, чтобы во всех героинях была «Магия девушек». Своё вдохновение Крейг рисовал в одиночку.
Название сериала образованно от трёх английских слов — power, puff и girls (рус. сила, лёгкий и девочки). Крейг Маккракен и его команда формировали концепцию «The Powerpuff Girls» в течение нескольких лет, когда пытались сосредоточиться на основных тенденциях в анимации для целевой аудитории (дети в возрасте от 8 до 15 лет). Концепция сериала построена на команде из трёх героинь, которые очень сплочёны и дружны, несмотря на разницу в личностях и вкуса. По словам создателя, это представляет большую ценность для целевой аудитории. Магия в этой концепции выполняет функцию инструмента борьбы со злом. Изначально сюжет был придуман только для первого сериала Whoopass Stew!, и завершающего их мультфильма.

## Товары и медиа

### Аниме и манга
В апреле 2005 года планируется выпуск японской аниме-версии Demashita! Powerpuff Girls Z. Премьера сериала состоялась в Японии в 2006 году с 52 получасовыми сериями, выходящими в эфир каждую субботу с 1 июля по 23 декабря 2006 года и с 6 января по 30 июня 2007 года. Сериал отличался от своего американского предшественника с точки зрения стилем, сюжетом и характеристикой, но лишь минимально сохранил основные темы, которые сделали оригинал успешным. В качестве трёх героев участвуют три младших школьника Момоко Акацуцуми (Цветик), Мияко Готокудзи (Пузырёк) и Каору Мацубара (Пестик). Манга-адаптация, иллюстрирующая Сихо Комиюно, была сериализована в Shueisha журнала «S Ribon» в период с июня 2006 года по июль 2007 года.

### Фильм
Фильм «Крутые девчонки» был выпущен в США 3 июля 2002 года компанией Warner Bros и Cartoon Network. Фильм, приквел к сериалу, рассказывает о том, как создавались Суперкрошки и как Моджо Джоджо стал супер-злодеем. Цветик, Пузырёк и Пестик были созданы Профессором Утониумом, чтобы помочь городу в борьбе с преступностью, но они в конечном итоге вызывают хаос в Таунсвилле. О том, как все называют их слабачками, они поворачиваются к Моджо Джоджо, обезьяне, которая говорит, что он здесь, чтобы помочь людям снова стать такими же, как они. Неизвестный для девочек Моджо Джоджо был помощником шимпанзе профессора Утониума в лаборатории, который был мутирован из-за создания девочек и в результате стал очень умным и завидовал им. Моджо Джоджо в конечном итоге обманывает девочек, помогая ему создать машину для мутирования других шимпанзе. Видя, что они сделали, дети убежали от стыда, но вернулись, увидев беду с Профессором Утониумом. Цветик, Пузырёк и Пестик в итоге обыграли Моджо Джоджо и его армию мутировавших умных шимпанзе и спасли день, став, таким образом, новыми защитниками Таунсвилла. Фильм получил рейтинг 63% в «Гнилых томатах» и подвергся некоторой критике за насилие. Всего фильм собрал 16 миллионов долларов по всему миру с бюджетом в 11 миллионов долларов.

### Музыка
Три серии саундтреков были официально выпущены для сериала. Первый под названием «Герои и злодеи», содержит оригинальные песни о персонажах Суперкрошек от нескольких артистов, в том числе от новой волновой группы Devo, Bis, The Apples in Stereo и Frank Black. Первый альбом хорошо сделал, превысив Billboard ' s детского музыкального чарта в течение шести недель. Другой альбом, озаглавленный «The City of Soundsville», содержит темы персонажей в электронном стиле, а также отлично справляется с критиками. Третий альбом, озаглавленный «Power Pop», содержит более эстрадно-ориентированное разнообразие поп-песен. Этот третий и последний альбом считался «большим разочарованием» и также не был принят. Британская женская группа Sugababes также выпустила песню под названием «Ангелы с грязными лицами» для продвижения фильма «Крутые девчонки». Песня получила в целом положительные отзывы от критиков и достигла пика на 7-м месте в британской чарте знакомств.

### Пародии и комиксы
В 2010 году для аниме, выпущенном Gainax, Panty и Stocking with Garterbelt, использовался стиль, очень похожий на стиль Суперкрошек.

### Игрушки
С 21 августа по 1 октября 2000 года Subway рекламировал сериал с четырьмя игрушками для детей. Набор из шести игрушек для детского питания был доступен в рамках акции Dairy Queen в апреле 2001 года, которая также включала в себя лотерею с предложением «Powerpuff Girls VHS Boogie Frights». Jack in the Box выпустил шесть игрушек для девочек в июле 2002 года в качестве связующего звена для фильма «Крутые Девчонки». 10 февраля 2003 года Burger King начал четырехнедельную акцию игрушек с участием Суперкрошек и Dragon Ball, а также специальные коды для выкупа онлайн для Cartoon Network и Cartoon Orbit. В Соединенном Королевстве персонажи Пестик и Моджо Джоджо были отданы в Kelloggs как часть глав Cartoon Network в 2003 году.

### Видеоигры
Для сериала было сделано несколько видеоигр, причём все они были по жанрам. «Суперкрошки: Падение Моджо Джоджо», выпущенный 14 ноября 2000 года, следует за Цветиком, которая пытается победить Моджо Джоджо. Игра называлась «простой и скучной» и была критически неудачной. «Суперкрошки: Рисование зелёным в Таунсвилле», ещё одна игра, выпущенная в ноябре 2000 года, следует за Пестиком, когда она борется с преступностью. «Суперкрошки: Битва с ОН» следует за Пузырьком в её борьбе с ОН, игра была выпущена в феврале 2001 года. «Суперкрошки: Трактор Вещества X» былa выпущена в октябре 2001 года, где девочки сражались с врагами в различных условиях, чтобы вернуть Вещество X и разыскать Моджо Джоджо, который давал материал всем злодеям в Таунсвилле. IGN дал игре положительный отзыв, а версию PSone 2.0 / 10 - плохой. «Суперкрошки: Наслаждение яростью» была выпущена в ноябре 2002 года, все три девочки могут играть в трехмерном мире, игра получила смешанные отзывы. «Суперкрошки: Вперёд, вперёд Моджо Джоджо» выпущенная в 2001 году, посвящена названию миссии Суперкрошек, чтобы остановить Моджо Джоджо и его помощников, игра получила смешанные отзывы. «Суперкрошки: Он и поиск» была выпущен в 2002 году, где девочки сражаются со своими разнообразными врагами через Таунсвилль во время охоты на мусор. Игра получила в основном положительные отзывы.
Игры для ПК также были сделаны для сериала. К ним относятся: «Суперкрошки: Клоническая зона Моджо Джоджо», «Суперкрошки: Принцесса Сноребакс», «Суперкрошки: проект питомца Моджо Джоджо» и «Суперкрошки: Играсвилль».

## Перезапуск
Cartoon Network объявил о перезапуске мультсериала летом 2014 года. В 2015 году было объявлено, что персонажей будут озвучивать другие актёры. Премьера мультсериала состоялась 4 апреля 2016 года, и на данный момент он насчитывает 3 сезона. «Суперкрошки 2016», как его принято называть. Он получил смешанные отзывы критиков и негативные отзывы от фанатов оригинального мультсериала.